# محمية وفوهات نصب القمر الوطني
نصب تذكاري ومحمية فوهات القمر الوطنية هو نصب تذكاري ومحمية وطنية أمريكية تقع في سهل نهر الثعبان في وسط ولاية أيداهو. تقع على طول الطريق السريع الأمريكي 20 ( بالتزامن مع الطريقين السريعين الأمريكي 93 والطريق السريع الأمريكي 26 )، بين مدينتي أركو وكاري الصغيرتين، على ارتفاع متوسط يبلغ 5,900 قدم (1,800 م) فوق مستوى سطح البحر.
تم إنشاء النصب التذكاري في 2 مايو 1924.  في نوفمبر 2000، أصدر الرئيس كلينتون إعلانًا رئاسيًا يقضي بتوسيع منطقة النصب التذكاري بشكل كبير. تم تصنيف أجزاء النصب التذكاري الموسع التابعة لخدمة المتنزهات الوطنية والتي تبلغ مساحتها 410,000 فدان كمحمية فوهات القمر الوطنية في أغسطس 2002. ينتشر عبر مقاطعات بلين، وبوتي، ولينكولن، ومينيدوكا، وباور. يتم إدارة المنطقة بشكل تعاوني من قبل دائرة المتنزهات الوطنية ومكتب إدارة الأراضي (BLM).
يضم النصب التذكاري والمحمية ثلاثة حقول رئيسية من الحمم البركانية وحوالي 400 ميل مربع (1,000 كـم2) من مراعي السهوب المغطاة بالشيح لتغطية مساحة إجمالية قدرها 1,117 ميل مربع (2,893 كـم2). يغطي النصب التذكاري وحده 343,000 أكر (139,000 ها) . تقع حقول الحمم البركانية الثلاثة على طول صدع أيداهو العظيم، مع بعض من أفضل الأمثلة على شقوق الصدع المفتوحة في العالم، بما في ذلك أعمق شقوق معروفة على الأرض على عمق 800 قدم (240 م). هناك أمثلة ممتازة لجميع أنواع الحمم البازلتية تقريبًا، بالإضافة إلى قوالب الأشجار (التجاويف التي خلفتها الأشجار المحروقة بفعل الحمم البركانية)، وأنابيب الحمم البركانية (نوع من الكهوف )، والعديد من السمات البركانية الأخرى.

## تاريخ

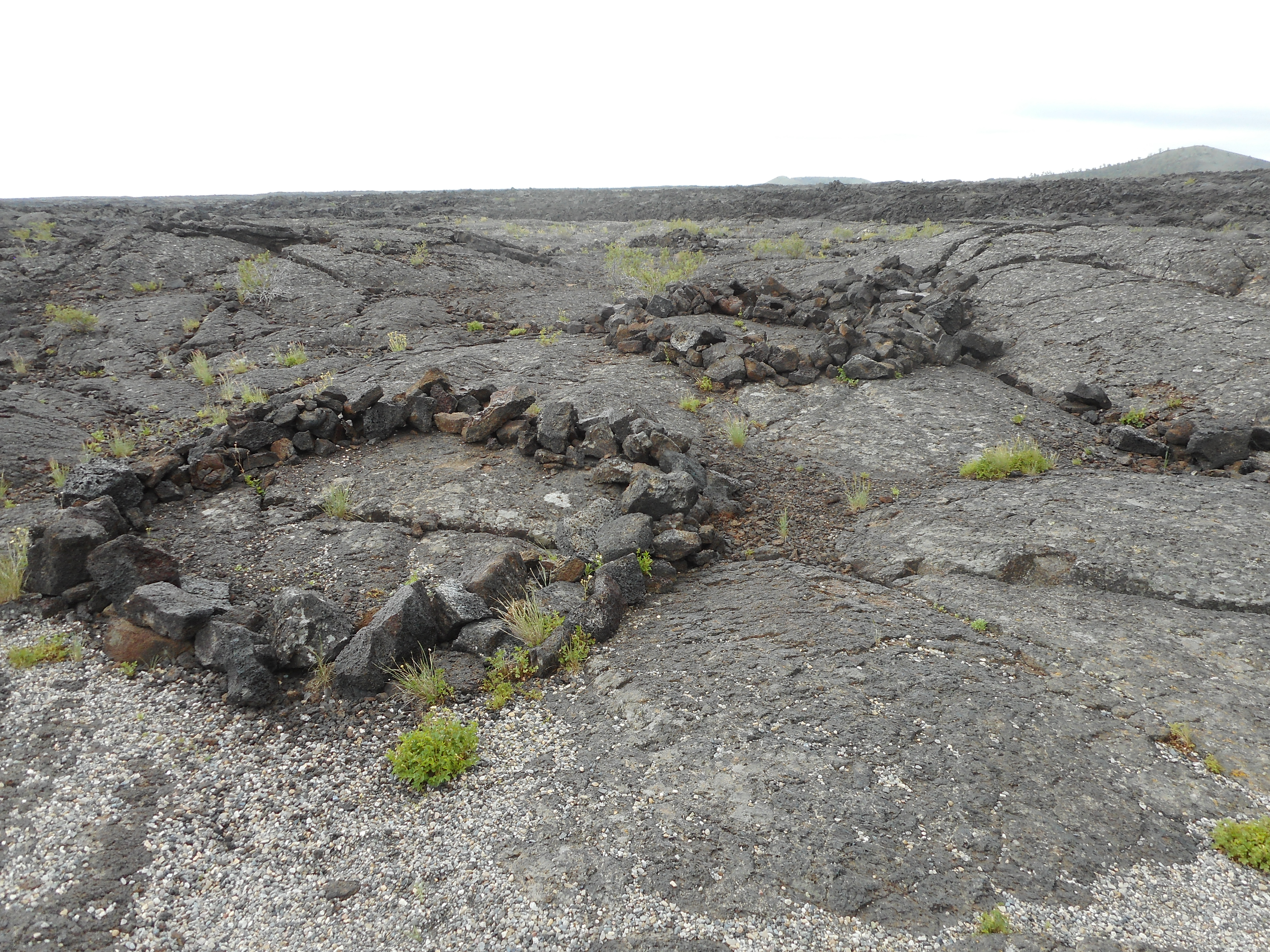
حلقات حجرية بالقرب من أنابيب الحمم البركانية في نفق الهندي، ربما تكون عبارة عن مصدات للرياح صنعها شعب شوشون الشمالي أثناء مروره عبر المنطقة.

### تاريخ الأمريكيين الأصليين
زار الهنود القدماء المنطقة منذ حوالي 12000 عام ولكنهم لم يتركوا الكثير من الأدلة الأثرية.  أنشأ شعب شوشون الشمالي مسارات عبر فوهات حقل الحمم البركانية القمرية، أثناء هجراتهم الصيفية من نهر الثعبان إلى مرج كاماس غرب حقل الحمم البركانية.  تم بناء الدوائر الحجرية المرئية بالقرب من النفق الهندي من قبل السكان الأصليين. لا يوجد دليل على وجود سكن دائم لأي مجموعة أمريكية أصلية.  كانت ثقافة شوشون الشمالية تعتمد على الصيد والجمع ، حيث كانت تعيش على خيرات الأرض؛ فبالإضافة إلى جمع النباتات الصالحة للأكل، والمكسرات، والجذور، والتوت، كان يتم اصطياد العديد من الحيوانات البرية واحتجازها، سواء للحصول على اللحوم أو الإمدادات، وكذلك لعزل الجلود والفراء. تم استخدام جلود الحيوانات الكبيرة في بناء الملاجئ ومصدات الرياح، في حين تم غالبًا تشكيل الفراء الأكثر حساسية للثدييات الأصغر حجمًا في العديد من الملابس، والتي استخدمت للحفاظ على الدفء؛ وشملت الأنواع الأصغر حجمًا التي تم اصطيادها وصيدها حيوانات مثل السنجاب ، والثعلب الأحمر ، والقيوط ، وثعلب الماء النهري ، والراكون ، والسنور ، والأرنب ، بالإضافة إلى العديد من أنواع الطيور. للحصول على اللحوم والجلود الأكبر حجمًا، كانوا يطاردون الأيائل ، والغزلان ، والظباء ، والدببة السوداء ، والدببة الرمادية ، والبيسون ، والكوغار ، والأغنام ذات القرون الكبيرة . - الحيوانات البرية الكبيرة، التي لم تعد تسكن المنطقة المجاورة مباشرة؛ ولا تزال هذه الأنواع موجودة خارج الحديقة، وفي مناطق أخرى أبعد من الولاية. في وقت من الأوقات، كانت حيوانات الرنة الغابوية تنتشر في هذا المكان البعيد جنوبًا، مما ساعد على الأرجح في دعم شعب الشوشون.  انتهت الانفجارات البركانية الأخيرة منذ حوالي 2100 عام، ومن المرجح أن السكان الأصليين شهدوها. سجلت إيلا إي كلارك قصة من قصص الشوشون تتحدث عن ثعبان على جبل، غضب من البرق، فقام بالالتفاف حول الجبل وضغطه حتى تدفقت الصخور السائلة، وانطلقت النيران من الشقوق، وانفجر الجبل.

### قطع جودال

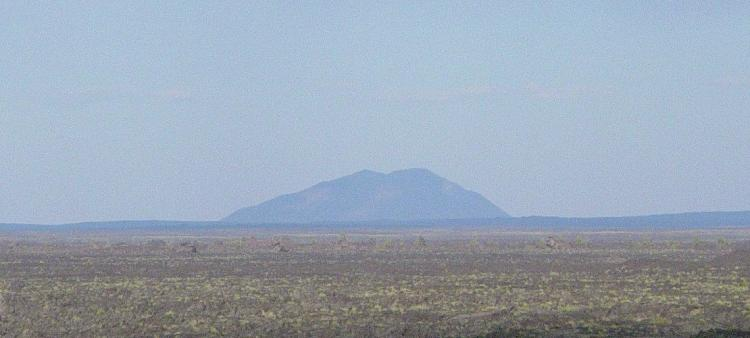
تم استخدام Big Southern Butte كمعلم بارز للمهاجرين على طريق أوريغون.

كان المهاجرون الذين يسافرون في قطارات العربات على درب أوريغون في خمسينيات وستينيات القرن التاسع عشر يتبعون طريقًا بديلًا في المنطقة يستخدم المسارات التي تركها السكان الأصليون والتي كانت تتحاشى تدفقات الحمم البركانية الوعرة. تم تسمية هذا الطريق البديل لاحقًا باسم Goodale's Cutoff وجزء منه يقع في الجزء الشمالي من النصب التذكاري.  تم إنشاء القطع لتقليل احتمالية الصراع مع الشوشون على طول نهر الثعبان مثل المناوشة التي حدثت بالقرب من منتزه ماساكر روكس ستيت بارك في العصر الحديث.
بعد اكتشاف الذهب في منطقة نهر السلمون في ولاية أيداهو، أقنعت مجموعة من المهاجرين صيادًا وتاجرًا من مواليد إلينوي يدعى تيم جودال بقيادتهم عبر القطع. غادر قطار كبير من العربات في يوليو 1862 والتقى بعربات أخرى في حقل فوهات القمر للحمم البركانية.  بلغ عدد أفراد المجموعة الكبيرة بشكل غير عادي 795 رجلاً و300 امرأة وطفل، ولم تتعرض المجموعة لأي أذى نسبيًا أثناء رحلتها، وتم تسميتها بهذا الاسم نسبةً إلى مرشدهم.  أدت التحسينات التي تم إجراؤها على الطريق المقطوع مثل إضافة عبارة لعبور نهر الثعبان إلى تحويله إلى طريق بديل شائع لمسار أوريغون. 

### الاستكشاف والدراسة المبكرة
قام الكابتن في الجيش الأمريكي والمستكشف الغربي بي إل إي بونفيل بزيارة حقول الحمم البركانية وأماكن أخرى في غرب الولايات المتحدة في القرن التاسع عشر وكتب عن تجاربه في مذكراته.  استخدم واشنطن إيرفينج لاحقًا مذكرات بونفيل لكتابة مغامرات الكابتن بونفيل ، قائلاً إن حقل الحمم البركانية الذي لم يُذكر اسمه هو مكان "لا يظهر فيه شيء سوى هجران مهجور وفظيع، حيث لا ينمو العشب ولا تجري المياه، وحيث لا يمكن رؤية أي شيء سوى الحمم البركانية".
في عام 1879، أصبح اثنان من مربي الماشية من أركو ، وهما آرثر فيريس وجيه دبليو باول، أول أوروبيين أمريكيين معروفين يستكشفان حقول الحمم البركانية.  كانوا يبحثون عن إمكانية استخدامها لرعي الماشية وسقيها، لكنهم وجدوا أن المنطقة غير مناسبة فتركوها.
في عامي 1901 و1903، أصبح إسرائيل راسل أول جيولوجي يدرس هذه المنطقة أثناء مسحها لصالح هيئة المسح الجيولوجي الأمريكية (USGS).  في عام 1910، واصل صموئيل بايزلي عمل راسل، وأصبح لاحقًا أول أمين على النصب التذكاري. وتبع ذلك آخرون، ومع مرور الوقت رفع الكثير من الغموض المحيط بهذا وغيره من أسرّة الحمم البركانية في أيداهو.
وقد خلق المهاجرون الأوروبيون القلائل الذين زاروا المنطقة في القرن التاسع عشر أساطير محلية مفادها أن المنطقة تشبه سطح القمر. صاغ الجيولوجي هارولد تي ستيرنز اسم "حفر القمر" في عام 1923 أثناء محاولته إقناع إدارة المتنزهات الوطنية بالتوصية بحماية المنطقة في نصب تذكاري وطني. 

### رحلة ليمبرت
روبرت ليمبرت، محنط الحيوانات، ودباغ الجلود، ومصور، ومخرج أفلام، ومصمم معارض من بويسي، جاء إلى المنطقة لأول مرة في عام 1918 بعد سماع قصص من صائدي الفراء عن "أشياء غريبة رأوها أثناء تجوالهم في المنطقة". في أوائل عشرينيات القرن العشرين، قام باستكشاف المنطقة ورسم خريطتها، والتي وصفها بأنها "غير معروفة وغير مستكشفة عمليًا..." 
I had made two trips into the northern end, covering practically the same region as that traversed by a Geological Survey party in 1901. My first was a hiking and camping trip with Ad Santel (the wrestler), Dr. Dresser, and Albert Jones; the second was with Wes Watson and Era Martin (ranchers living about four miles from the northern edge). The peculiar features seen on those trips led me to take a third across the region in the hope that even more interesting phenomena might be encountered.

انطلق ليمبرت في رحلته الثالثة والأكثر طموحًا إلى المنطقة في مايو 1920، هذه المرة برفقة WL Cole وكلب من نوع Airedale terrier لمرافقته.  بدءًا من مينيدوكا ، أيداهو، استكشفوا ما يُعرف الآن بالحديقة من الجنوب إلى الشمال، مروراً بـ Two Point Butte، وEcho Crater، وBig Craters، وNorth Crater Flow، والخروج من حقل الحمم البركانية عبر حديقة يلوستون وطريق لينكولن السريع (المعروف الآن باسم طريق Old Arco-Carey).  كتب ليمبرت أن اصطحاب الكلب كان خطأً، "فبعد ثلاثة أيام من السفر، كانت قدماه متهالكتين وتنزفان". ولا تزال العديد من الأسماء التي أطلقها ليمبرت على التكوينات والأماكن خلال رحلاته قيد الاستخدام.

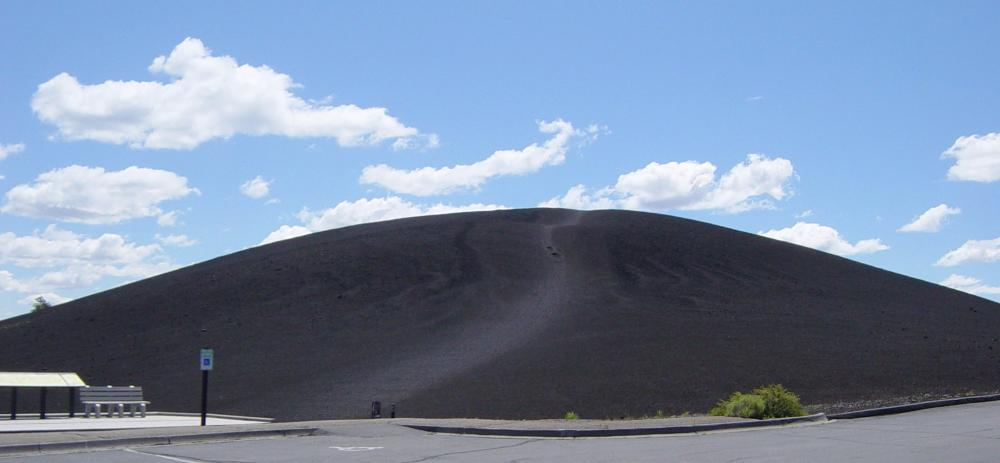
تُظهر التربة السوداء في Inferno Cone الخصائص التي كتب عنها ليمبرت.

نُشرت لاحقًا سلسلة من المقالات الصحفية والمجلات التي كتبها ليمبرت حول هذه الرحلة والرحلات السابقة، مما أدى إلى زيادة الوعي العام بالمنطقة. وكان أشهرها مقال ظهر في عدد عام 1924 من مجلة ناشيونال جيوغرافيك حيث أطلق على المنطقة اسم "حفر القمر"، مما ساعد في ترسيخ استخدام هذا الاسم. وفي المقال، كتب عن جمال اللون الأزرق الكوبالتي لتدفق التنين الأزرق:
It is the play of light at sunset across this lava that charms the spectator. It becomes a twisted, wavy sea. In the moonlight its glazed surface has a silvery sheen. With changing conditions of light and air, it varies also, even while one stands and watches. It is a place of color and silence...

مركز الزوار الوحيد في منطقة حفر القمر، مركز زوار روبرت ليمبرت، سُمي باسمه في عام 1990.

### الحماية والتاريخ اللاحق

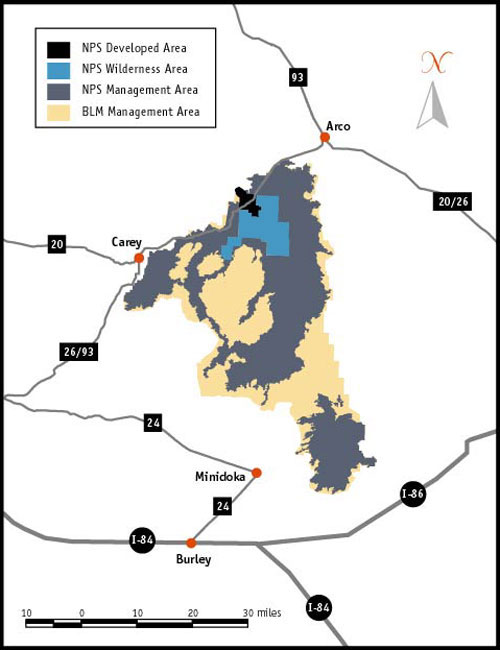
مناطق إدارة فوهات القمر. معًا، شكلت المنطقة المتطورة (باللون الأسود) ومنطقة NPS Wilderness (باللون الأزرق) امتداد النصب التذكاري من عام 1970 إلى عام 2000.

بفضل عمل ليمبرت إلى حد كبير، تم إعلان نصب فوهات القمر التذكاري الوطني في 2 مايو 1924، من قبل الرئيس الأمريكي كالفن كوليدج للحفاظ على "المناظر الطبيعية الغريبة والخلابة" للمنطقة.  . بدأ برنامج المهمة 66 في إنشاء نظام الطرق الحالي ومركز الزوار والمكتبة والمخيم ومحطة الراحة في عام 1956، وفي عام 1959 تم تشكيل جمعية التاريخ الطبيعي لفوهات القمر لمساعدة النصب التذكاري في الأنشطة التعليمية. أدى إضافة جزيرة نباتية محاطة بالكامل بالحمم البركانية والمعروفة باسم كاري كيبوكا إلى زيادة حجم النصب التذكاري بمقدار 5,360 أكر (22 كـم2) في عام 1962.
ومنذ ذلك الحين، تمت توسعة الحديقة. في 23 أكتوبر 1970، خصص الكونجرس جزءًا كبيرًا من النصب التذكاري 43,243 أكر (175 كـم2) - مثل فوهات برية القمر، والتي تحمي هذا الجزء بموجب نظام الحفاظ على البرية الوطني . إلى جانب منطقة غابة المتحجرة البرية، أصبحت هذه المنطقة واحدة من أول تسميتين على الأراضي التي تديرها دائرة المتنزهات الوطنية.
من عام 1969 إلى عام 1972، زارت وكالة ناسا القمر من خلال برنامج أبولو واكتشفت أن سطحه لا يشبه هذا الجزء من ولاية أيداهو عن كثب. في حين أن فوهات القمر هي في الغالب فوهات اصطدام ، فإن تلك التي شوهدت في فوهات القمر تم إنشاؤها بدلاً من ذلك بواسطة الانفجارات البركانية. أجرى رواد الفضاء أبوللو آلان شيبرد وإدغار ميتشل ويوجين سيرنان وجو إنجل جزءًا من تدريبهم في حقل الحمم البركانية في فوهات القمر من خلال تعلم كيفية البحث عن عينات صخرية جيدة وجمعها في بيئة غير مألوفة وقاسية.
لسنوات عديدة، دعا الجيولوجيون وعلماء الأحياء والمدافعون عن البيئة إلى توسيع المنطقة المحمية وتحويلها إلى حديقة وطنية . تم تحقيق جزء من هذا الهدف في عام 2000 عندما تم توسيع النصب التذكاري بمقدار 13 ضعفًا، من 53,545 أكر (217 كـم2) إلى حجمها الحالي، لتشمل منطقة الصدع العظيم بأكملها وحقول الحمم البركانية الثلاثة.  أدت معارضة أصحاب مصالح الماشية والصيادين لخطة التوسع البسيطة إلى التوصل إلى حل وسط يقضي بتحويل جزء خدمة المتنزهات الوطنية من الإضافة، والذي يشمل تدفقات الحمم البركانية، إلى محمية وطنية في عام 2002 (وهو ما يسمح بالصيد، وهو أمر غير مسموح به عادة في المتنزهات الوطنية والمعالم الأثرية في الولايات المتحدة).
في عام 2017، وقع الأختيار على النصب التذكاري كحديقة دولية للسماء المظلمة من قبل منظمة DarkSky International بسبب الحفاظ الاستثنائي على سماء الليل المظلمة بشكل طبيعي.
تتم إدارة نصب ومحمية فوهات القمر الوطنية بشكل مشترك من قبل دائرة المتنزهات الوطنية ومكتب إدارة الأراضي (BLM)، وكلاهما تحت إشراف وزارة الداخلية؛ حيث يدير مكتب إدارة الأراضي الأراضي العشبية غير البركانية. في مارس 2017، صوت مجلس شيوخ ولاية أيداهو لصالح تقديم التماس إلى الكونجرس لتعيين Craters of the Moon كمنتزه وطني.

## الجيولوجيا

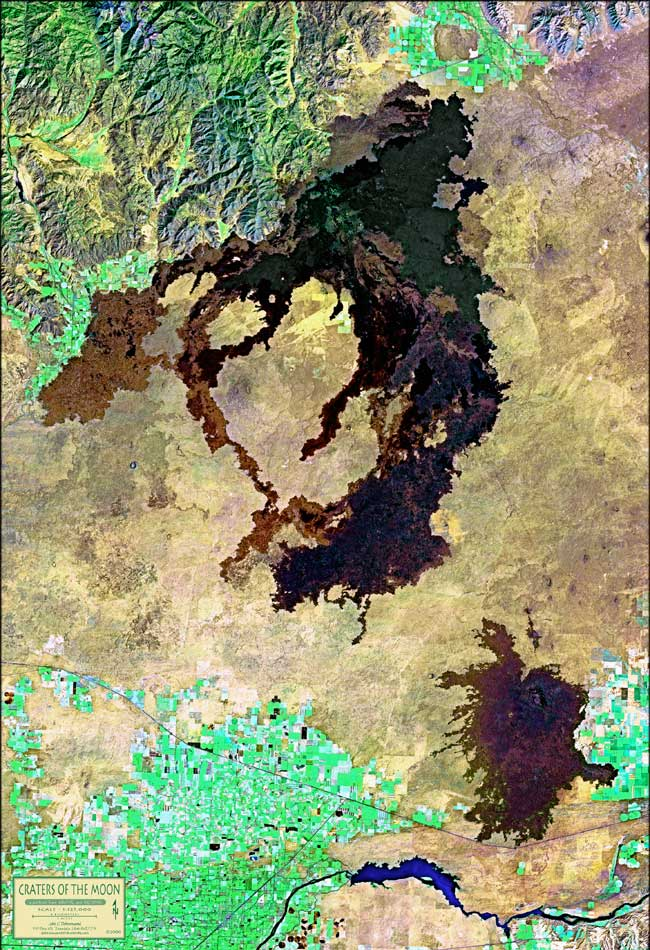
صورة من قمر LANDSAT تظهر منطقة الصدع البركاني بأكملها وثلاثة حقول مميزة من الحمم البركانية.

سهل نهر الثعبان هو إقليم بركاني تكون بواسطة سلسلة من الانفجارات البركانية الكارثية التي تشكلت من كالديرا والتي بدأت منذ حوالي 16 مليون سنة.  ربطت النقطة الساخنة الموجودة أسفل كالديرا يلوستون في منتزه يلوستون الوطني. كانت هذه النقطة الساخنة موجودة تحت منطقة فوهات القمر منذ حوالي 10 إلى 11 مليون سنة، ولكنها "تحركت" مع هجرة الصفيحة الأمريكية الشمالية نحو الشمال الغربي. Pressure from the hotspot heaves the land surface up, creating fault-block mountains. بعد مرور النقطة الساخنة يتم إطلاق الضغط وتهبط الأرض.
حررت الحرارة المتبقية من هذه النقطة الساخنة لاحقًا من خلال التصدع المرتبط بالحوض والنطاق وأنشأ العديد من تدفقات الحمم البركانية المتداخلة. أكبر منطقة صدع هي الصدع العظيم، ومن "نظام صدع الصدع العظيم" هذا تم إنشاء فوهات القمر، ووعاء الملك، وحقول الحمم البركانية وابي. الصدع العظيم هو معلم طبيعي وطني .
أقدم التدفقات في حقل فوهات القمر البركاني يبلغ عمرها 15000 عام، وأحدثها ثار منذ حوالي 2100 عام، وفقًا لميل كونتز وعلماء جيولوجيا آخرين في هيئة المسح الجيولوجي الأمريكية. ومع ذلك، فإن الشقوق البركانية في فوهات القمر تعتبر خاملة، وليست منقرضة، ومن المتوقع أن تثور مرة أخرى في أقل من 1000 عام. هناك ثماني فترات ثورانية رئيسية تم التعرف عليها في حقل فوهات الحمم البركانية في القمر.  استمرت كل فترة حوالي 1000 عام أو أقل، وانفصلت عنها فترات هادئة استمرت ما بين 500 إلى 3000 عام.  وصلت تدفقات الحمم البركانية إلى مسافة تصل إلى 30 ميل (50 كـم) حيث يعتبر تدفق التنين الأزرق هو الأطول. 

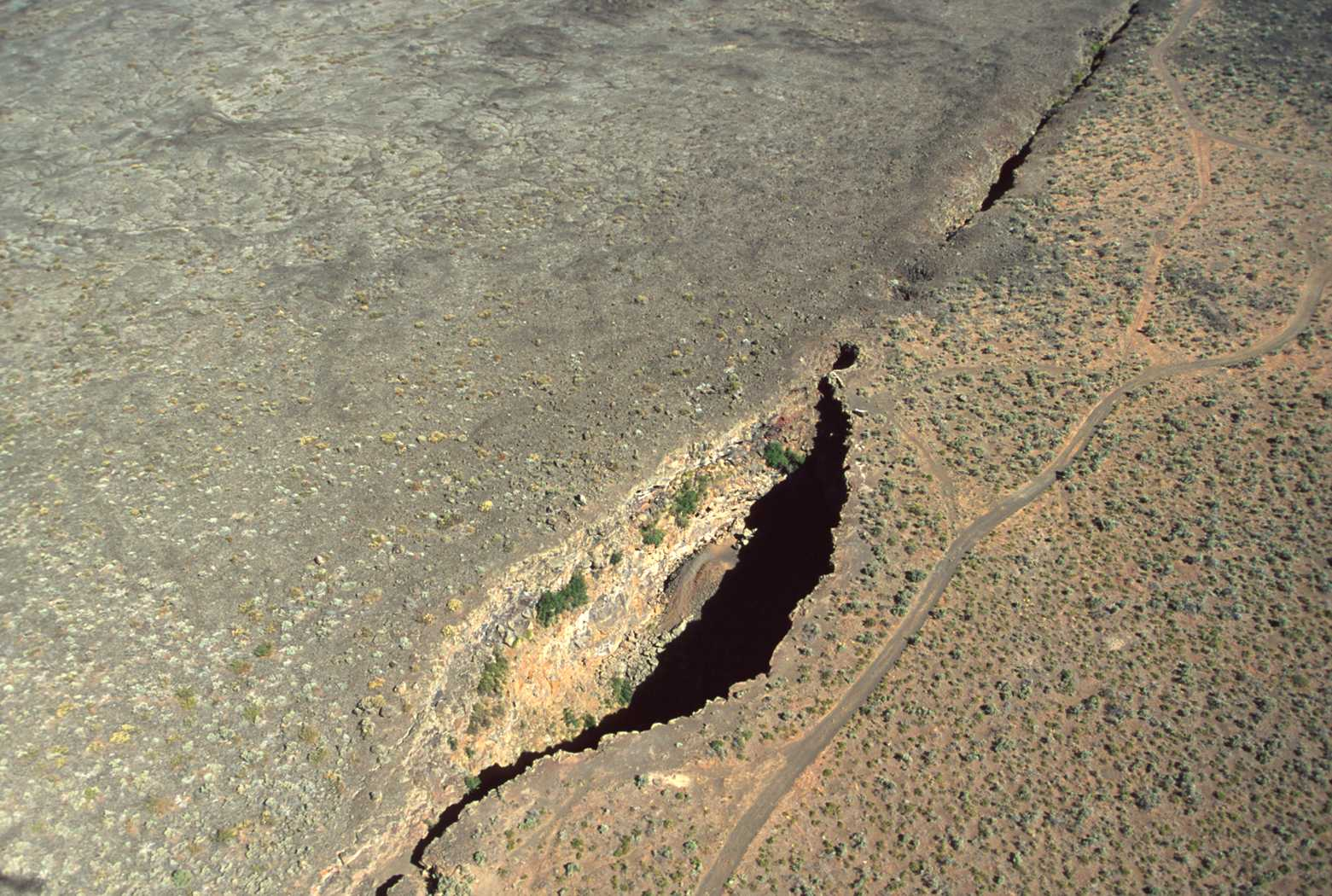
وعاء الملك وجزء من الصدع العظيم من الجو. King's Bowl عبارة عن حفرة انفجار مائية يبلغ طولها طوله عرضًا، وعلى الأقل عميقًا، نتج عن التقاء الحمم البركانية بالمياه الجوفية وإنتاج انفجار بخاري منذ 2200 عام.

ثار حقل الحمم البركانية King's Bowl أثناء ثوران شق واحد في الجزء الجنوبي من الصدع العظيم منذ حوالي 2250 عامًا. من المحتمل أن هذا الثوران استمر لبضع ساعات أو بضعة أيام فقط. يحافظ الحقل على حفر الانفجار، وبحيرات الحمم البركانية، والتجمعات البركانية، وتلال البازلت، وبطانية الرماد.  من المحتمل أن حقل وابي لافا قد تشكل من ثوران شق بركاني في نفس وقت ثوران بركان كينجز بول. وقد أدى النشاط المطول على مدى فترة تتراوح بين أشهر إلى بضع سنوات إلى تشكل البراكين ذات الدرع المنخفض في حقل وابي. أنبوب الحمم البركانية في كهف بير تراب، بين فوهات القمر وحقول الحمم البركانية في وابي، عبارة عن نظام كهفي يمتد لأكثر من 15 ميل (24 كـم) طويلة.  يتميز أنبوب الحمم البركانية بطوله وعدد السمات المحفوظة جيدًا لكهف الحمم البركانية، مثل الهوابط والأرصفة البركانية، والتي تمثل الأخيرة ارتفاعات عالية من الحمم المتدفقة المتجمدة على جدران أنبوب الحمم البركانية. تشتهر أنابيب الحمم البركانية وحفر البراكين في الحديقة بقدرتها على حفظ الجليد والثلوج الشتوية في أشهر الصيف الحارة بسبب الحماية من الشمس وخصائص العزل التي يتمتع بها البازلت.

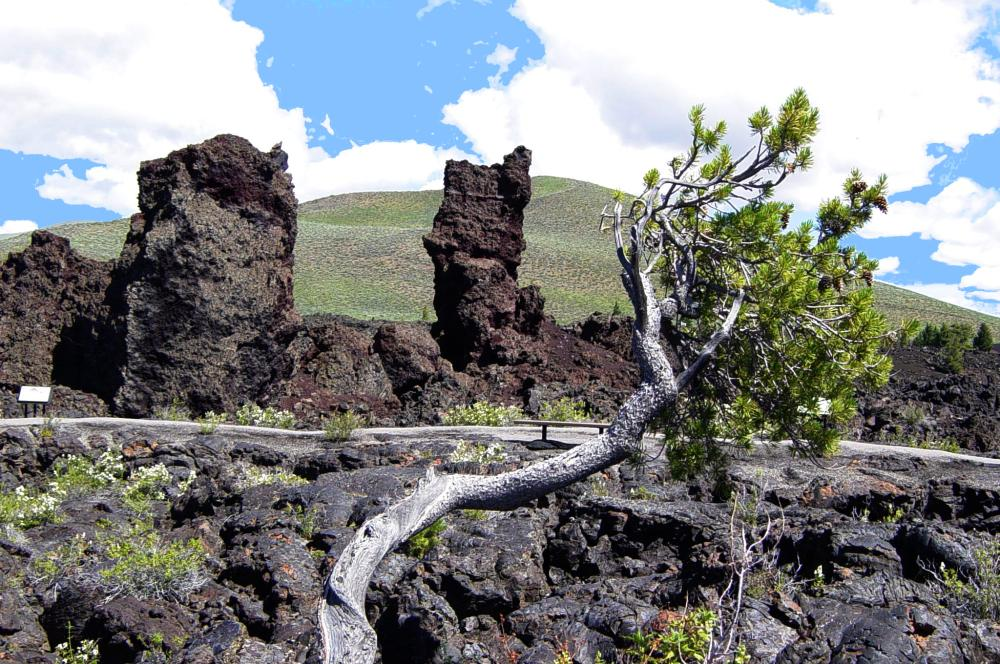
المنحدرات البركانية من فوهة البركان الشمالية على تدفق فوهة البركان الشمالية.

يبدأ الثوران النموذجي على طول الصدع العظيم وأنظمة الصدع البازلتية المماثلة بستارة من الحمم البركانية السائلة للغاية التي تنطلق إلى ارتفاع يصل إلى 1,000 قدم (300 م) على طول جزء من الصدع حتى 1 ميل (1.6 كـم).  ومع استمرار الثوران، ينخفض الضغط والحرارة، وتصبح كيمياء الحمم البركانية غنية بالسيليكا إلى حد ما. يستجيب ستار الحمم البركانية بالانقسام إلى فتحات منفصلة. تتشكل أنواع مختلفة من البراكين عند هذه الفتحات: حيث تشكل الحمم البركانية الغنية بالغاز المتفتتة مخاريط رماد، وتشكل كتل الحمم البركانية العجينية مخاريط تناثر .  تؤدي المراحل المتأخرة من الثوران إلى دفع تيارات الحمم البركانية للخارج عبر جانب أو قاعدة المخاريط البركانية، وهو ما يؤدي عادة إلى إنهاء حياة المخروط البركاني (الفوهة الشمالية، وواتشمان، وتلال شيب تريل هي استثناءات ملحوظة). سيؤدي هذا في بعض الأحيان إلى خرق جزء من المخروط وحمله بعيدًا على شكل كتل كبيرة ووعرة من الرماد . تتشكل القشرة الصلبة فوق تيارات الحمم البركانية وتتكون أنابيب الحمم البركانية عندما تخلي الحمم البركانية مسارها.
كان الجيولوجيون يخشون أن يؤدي زلزال كبير هز قمة بوراه ، أعلى جبل في ولاية أيداهو، في عام 1983 إلى إعادة تشغيل النشاط البركاني في فوهات القمر، على الرغم من أن هذا لم يكن الحال.  ويتوقع الجيولوجيون أن تشهد المنطقة ثورانها التالي في وقت ما خلال الـ900 عام القادمة، مع احتمال حدوث النشاط خلال الـ100 عام القادمة.

## الأنشطة الترفيهية

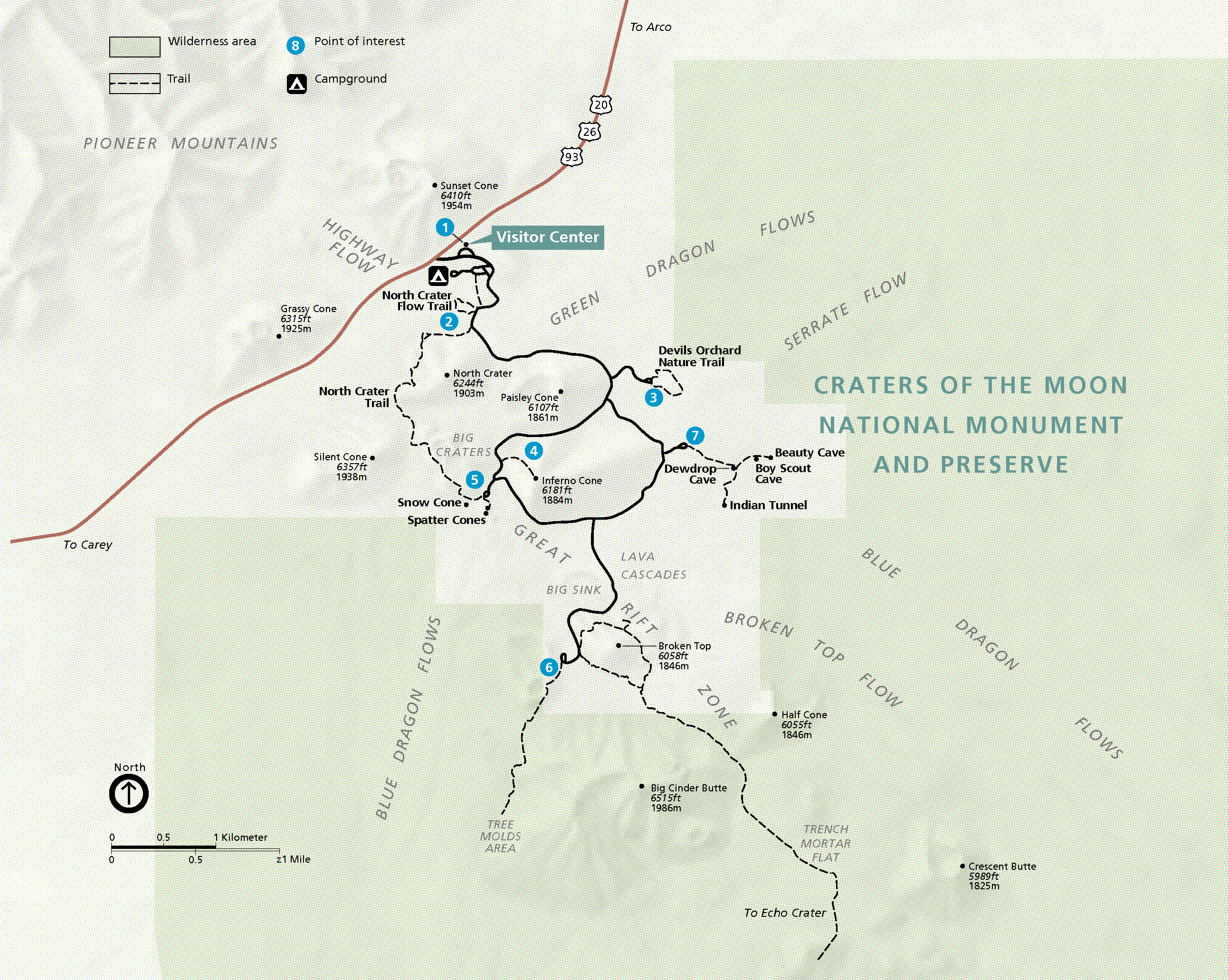
خريطة طريق حلقة فوهات القمر.

يمكن الوصول إلى مجموعة واسعة من التكوينات والميزات البركانية من طريق Loop Road. يمكن رؤية الزهور البرية والشجيرات والأشجار من خلال المشي لمسافات طويلة على أحد المسارات العديدة في النصب التذكاري. تتوفر فرص أكثر صعوبة للمشي لمسافات طويلة في المناطق النائية في Craters of the Moon، بعيدًا عن طريق Loop.
1. مركز الزوار: يقع مركز زوار روبرت ليمبرت عند مدخل طريق لوب الخلاب. توجد عروض ومنشورات مختلفة بالإضافة إلى فيلم قصير عن الجيولوجيا وتاريخ المنطقة للمساعدة في توجيه الزوار. كما تتوفر جولات بقيادة حراس الغابات وبرامج أخرى تغطي موضوعات مثل التاريخ والحياة البرية والنباتات والجيولوجيا.
2. مسار تدفق فوهة البركان الشمالية: مسار سهل وممهد أقل من 1⁄4 ميل (400 م) 1 ⁄ 4 ميل (400 م) يمتد لمسافة طويلة عبر تدفق الحمم البركانية التي سمي هذا المسار باسمها. انفجر هذا التدفق من الحمم البركانية من مخروط الرماد المجاور لفوهة الشمال وهو أحد أصغر تدفقات الحمم البركانية في حقل الحمم البركانية في فوهات القمر. هذا هو أحد الأماكن التي يمكن للزوار مشاهدة تدفق التنين الأزرق، سمي بهذا الاسم بسبب اللون الأزرق الأرجواني على سطحه. من الممكن رؤية أمثلة جيدة من pahoehoe وa'a وبعض كتل الحمم البركانية بسهولة إلى جانب شظايا كبيرة من جدار الحفرة تسمى Monoliths. تعد هذه الصخور الضخمة جزءًا من مخروط الرماد الذي تمزق عندما تم اختراق فوهة البركان المليئة بالحمم البركانية. يبدأ مسار North Crater Trail، وهو مسار منفصل، على 100 يارد (91 م) بعد بداية مسار North Crater Flow. هذا المسار الشاق الذي 1.8 ميل (2.9 كـم)يستمر المسار الذي يبلغ طوله (كم) إلى North Crater، حول Big Craters، وينتهي عند موقف سيارات Spatter Cones.[40]
3. مسار الطبيعة في بستان الشيطان: هو عبارة عن مجموعة من شظايا المخروط الرماد المنقولة بواسطة الحمم البركانية التي تقف في الرماد. مثل الصخور الضخمة في تدفق فوهة البركان الشمالية، كانت ذات يوم جزءًا من مخروط الرماد في فوهة البركان الشمالية ولكنها انكسرت أثناء ثوران البركان. طريق معبد، يسهل الوصول إليه، 0.5 ميل (0.80 كـم) مسار حلقي طويل عبر هذه التكوينات وأشجار "البستان" متاح. يمكن قراءة العروض التفسيرية على طول الطريق.
4. مخروط الجحيم: تستضيف هذه المحطة مسارًا قصيرًا شديد الانحدار حتى قمة المخروط الرماد الذي يوفر إطلالة على النصب التذكاري بأكمله. يمكن رؤية المخاريط المتناثرة مباشرة إلى الجنوب الغربي على طول خط المخاريط الرماد على طول الصدع العظيم. في المسافة يوجد Big Cinder Butte. على ارتفاع أكثر من 700 قدم (210 م)يبلغ ارتفاعه (م) وهو أحد أكبر المخاريط البركانية البازلتية الصرفة في العالم.[41] توجد جبال بايونير مباشرة إلى الشمال من الطريق السريع، وخلف الحديقة توجد جبال وايت نوب، وسلسلة جبال لوست ريفر، وسلسلة جبال ليمهي. في الأيام الأكثر صفاءً، يمكن رؤية قمم جبال تيتون، على بعد حوالي 138 ميل (222 كـم) إلى الشرق.
5. مخاريط الرشاشات: تقع كل من مخاريط الرشاشات والحفر الكبيرة مباشرة على طول جزء من أحد شقوق الصدع العظيم. تنتج المخاريط البركانية عن تراكمات من الحمم البركانية العجينية والفقيرة بالغاز عندما تنفجر من فتحة تهوية. يمكن الوصول إلى اثنين من مخاريط الرشاشات في هذه المنطقة من خلال مسارات قصيرة حيث يمكن للزوار النظر داخل المخاريط. الحفر الكبيرة عبارة عن مجمع مخروطي من الرماد يمكن للزوار المشي على طول حافة يبلغ ارتفاعها حوالي 100 قدم (30 م) فوق مسار قصير شديد الانحدار. قالب شجرة يظهر انطباعًا عن جذع شجرة ولحاءها في البازلت على مسار قوالب الأشجار في فوهات القمر.

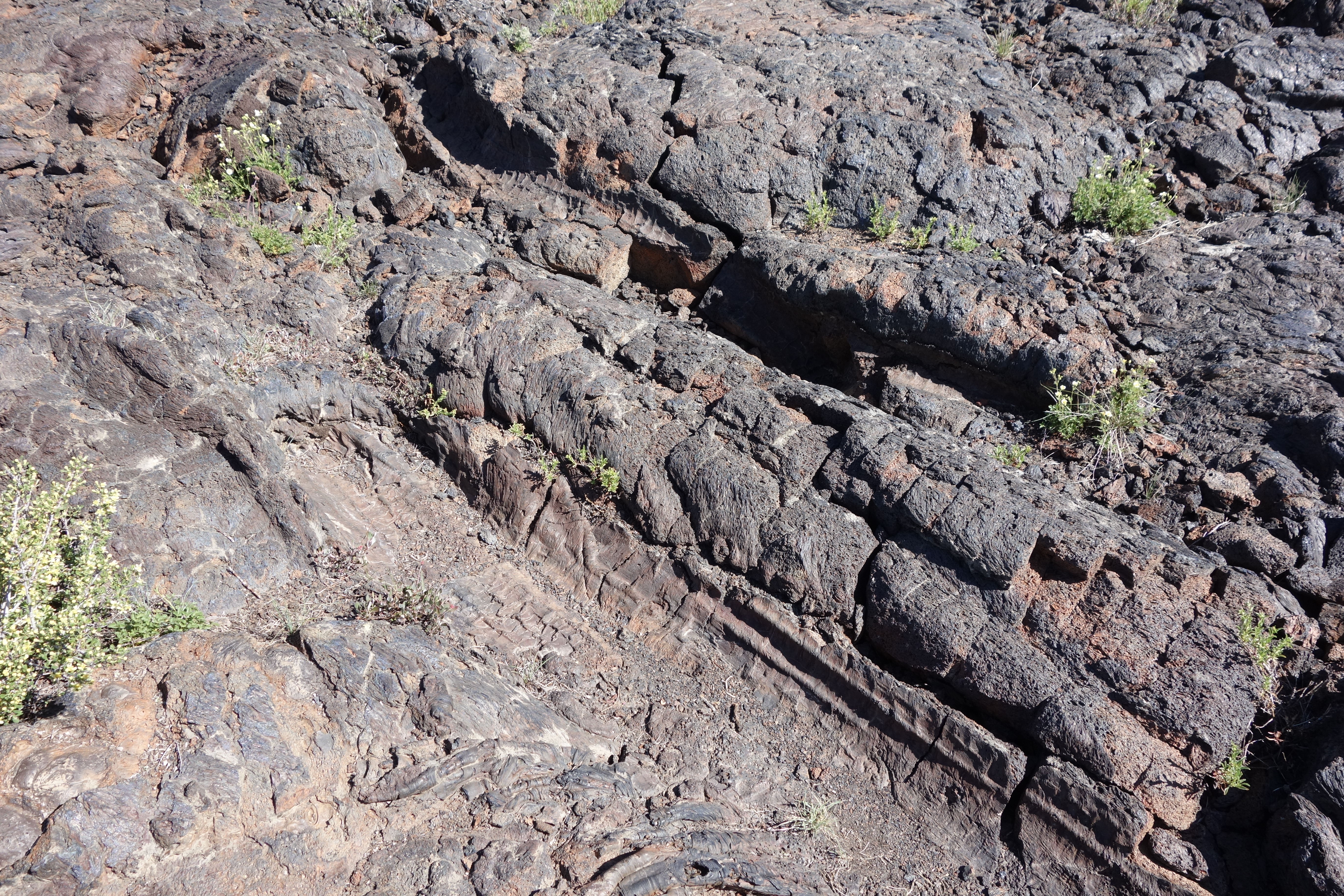
قالب شجرة يظهر انطباعًا عن جذع شجرة ولحاءها في البازلت على مسار قوالب الأشجار في فوهات القمر.

6. قوالب الأشجار: مسار قوالب الأشجار هو منطقة حيث تتدفق الحمم البركانية فوق جزء من الغابة. أحرقت الأشجار ولكن عندما احترق بعضها أطلقت كمية كافية من الماء لتبريد الحمم البركانية لتكوين انطباع. نجت بعض هذه القوالب من الثوران وتوضح الموقع الدقيق وشكل الأشجار المحترقة في الحمم البركانية. وقد تركت كل من الثقوب والقوالب الأفقية، وبعضها لا يزال يظهر أشكالاً تشير إلى اللحاء. تظهر قوالب الأشجار في نهاية مسار قوالب الأشجار، 1 ميل (1.6 كـم) من منطقة وقوف السيارات. يبدأ مسار Wilderness Trail أيضًا من موقف السيارات هذا ويمتد 4 ميل (6.4 كـم) في منطقة فوهات القمر البرية قبل أن تختفي تدريجيًا بالقرب من مخروط الرماد في ذا سنتينل. مسافة 1.8 ميل (2.9 كـم) مسار Broken Top Loop هو المسار الثالث الذي يبدأ في هذه المنطقة ويحيط بأصغر مخروط رماد في الحديقة ويمكن القيام به بشكل منفصل أو كجزء من رحلة أطول على مسار Wilderness Trail.[33] يتميز هذا المسار ببعض من أعظم التنوع الجيولوجي والبيئي من بين أي مسار آخر في الحديقة. تظهر المنعطفات على الطريق الفرعي المؤدي إلى منطقة Tree Molds شلالات Lava Cascades، وهو نهر من الحمم البركانية تم إنشاؤه من تدفق Blue Dragon Flow الذي تجمع مؤقتًا في Big Sink، وهي بحيرة من الحمم البركانية السابقة.
7. منطقة الكهوف: هي المحطة الأخيرة على طريق لوب، والتي كما يوحي اسمها، تتميز بمجموعة من أنابيب الحمم البركانية. تشكلت هذه الكهوف من أحد أحدث تدفقات الحمم البركانية، وهي تقع على مسافة 0.8 ميل (1.3 كـم) سطح الأرض. كم) سيرًا على الأقدام من موقف السيارات، بما في ذلك كهف Dewdrop ونفق Indian. الكهوف مفتوحة للزوار في الصيف، ولكن يلزم الحصول على تصريح مجاني للدخول. هناك حاجة إلى المصابيح اليدوية في كهف Dewdrop ويوصى بشدة باستخدامها في Indian Tunnel. لم يتم تطوير أي من الكهوف أبعد من المداخل وتتطلب التسلق أو التسلق فوق الصخور السائبة. تنشئ أنابيب الحمم البركانية عندما تتصلب جوانب وسطح تدفق الحمم البركانية. إذا تدفق السائل الداخلي بعيدًا، يتبقى كهف خلفه.

يحتوي مخيم Lava Flow على 41 موقعًا مخصصًا لمن يصل أولاً. تعتبر مرافق التخييم أساسية ولكنها تشمل المياه الموسمية والمراحيض وشوايات الفحم وحاويات القمامة. يقدم حراس المتنزهات الوطنية برامج مسائية في مدرج المخيم في الصيف.
تحتوي الحديقة على برنامج حراس الحديقة الصغار الذي يتيح للأطفال الحصول على شارة.

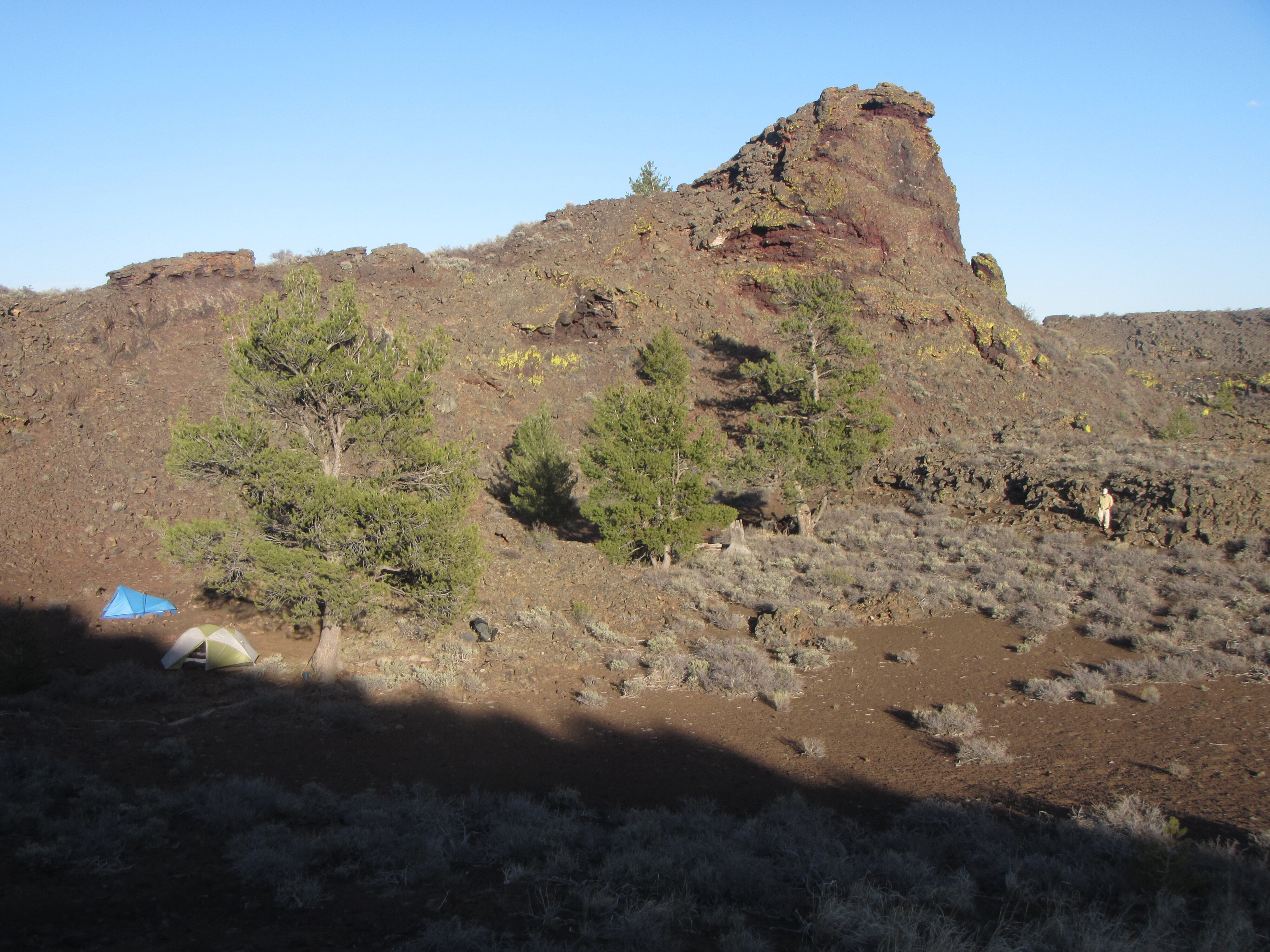
المخيمون في حفرة الصدى.

تتوفر رياضة المشي لمسافات طويلة في المناطق النائية في منطقة Craters of the Moon Wilderness Area وفي المنطقة النائية الأكبر حجمًا والتي تقع خلفها. يدخل إلى منطقة البرية مساران فقط، مسار البرية ومسار قوالب الأشجار، وحتى هذه المسارات تتوقف بعد بضعة أميال. من هناك، يتبع معظم المتنزهين الصدع العظيم ويستكشفون سلسلة من المعالم البركانية التي نادراً ما يزورها أحد. تتطلب جميع الرحلات الليلية في المناطق النائية التسجيل في مركز الزوار. لا يتوفر الماء في المناطق النائية، كما أن المناخ الجاف الممزوج بالارتفاع الكبير يؤدي إلى جفاف المتنزهين بسرعة. لذلك ينصح حراس الغابات بتجنب حرارة الصيف وبرودة الشتاء. لا يُسمح بدخول الحيوانات الأليفة أو إشعال النيران أو جميع المركبات الميكانيكية، إلى منطقة البرية.
يُسمح بالتزلج والمشي بالأحذية الثلجية على طريق لوب بعد إغلاقه أمام حركة المرور في أواخر شهر نوفمبر بسبب انجرافات الثلوج . عادةً، هناك 20 بوصة (51 سـم) من الثلوج بحلول يناير و 25 بوصة (64 سـم) بحلول شهر فبراير.  يُسمح بالتزلج على طريق Loop Road في معظم الأماكن ولكنه قد يكون خطيرًا بسبب الحمم البركانية الحادة والحفر المخفية تحت الثلج. تحدث العواصف الثلجية في فصل الشتاء.